# 日ノ丸山
日ノ丸山（ひのまるさん）は、徳島県三好市と三好郡東みよし町にまたがる祖谷山系に属する標高1240.3メートルの山である。

## 地理
丸は城（郭）のこと、日の神のいます城である山だから日の丸山ということらしい。
県道140号線を南下し県道265線に入り、井川スキー場を過ぎ水ノ口峠を越えてすぐの「林道日の丸線」に入り、しばらく走りその道路脇に赤テープが巻かれたカーブミラーを探し、その前の植林された斜面に入り作業道を探す、道を見つけて30分ほど登れば朽ちかけた梯子と二等三角点のある頂上である。

## ギャラリー

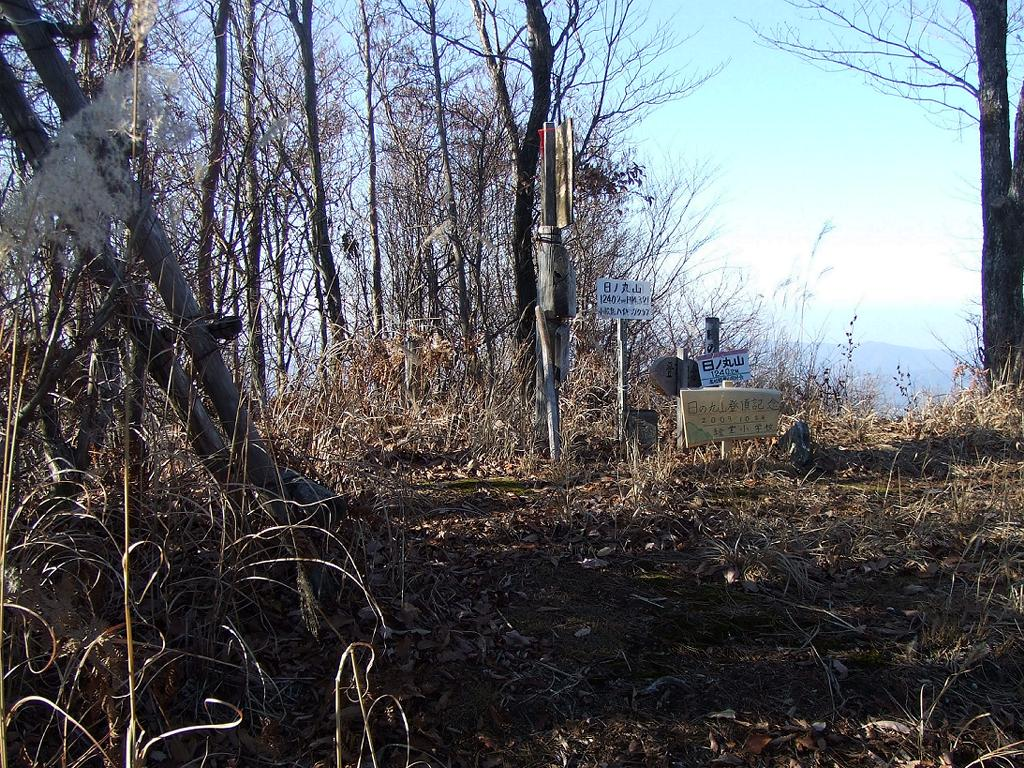
頂上